# Chryzostom (Karagunis)
Chryzostom, imię świeckie Jeorjos Karagunis (ur. 1960 w Titorea, zm. 1 maja 2021) – grecki duchowny prawosławny w jurysdykcji Patriarchatu Aleksandrii, w latach 2015–2021 biskup Mozambiku.

## Życiorys
Święcenia diakonatu przyjął w 1983, a prezbiteratu w 1986. 7 grudnia 2014 otrzymał chirotonię biskupią.
W czerwcu 2016 r. uczestniczył w Soborze Wszechprawosławnym na Krecie.